# Lazare Richtenberger
Lazare David Richtenberger (Aschaffenburg, 1792 - Brussel, 3 december 1853) was een tot Belg genaturaliseerde Joods-Duitse bankier. Als agent van de Rothschilds uit Parijs en Londen was hij vanaf 1830 een spilfiguur in de financiën van het jonge België. 

## Leven
Nauwelijks had de Belgische Revolutie tot het uitroepen van de onafhankelijkheid geleid, of James Mayer de Rothschild stuurde Richtenberger van Amsterdam naar Brussel om er zijn agent te zijn. Dankzij twee leningen van telkens 50 miljoen frank, afgesloten in december 1831 en september 1832, kon de jonge staat zich bewapenen. In de jaren die volgden hadden de Rothschilds vrijwel een monopolie op de kredietverstrekking aan België. Hoewel de interesten en commissies navenant waren, was Richtenberger een graag geziene figuur. Hij had een uitstekende relatie met koning Leopold I, wiens persoonlijke financiën hij verzorgde, en kwam ook bij de ministers over de vloer. Hij spande zich in om de best geïnformeerde persoon van Brussel te zijn, en onderhield via postduiven en koeriers een uiterst performant communicatienetwerk. Hij was ook consul van het Groothertogdom Hessen in Brussel. 
In 1839 was Richtenberger instrumenteel in de aanvaarding door België van het Verdrag der XXIV Artikelen, dat een pijnlijke afstand inhield van de helft van Limburg en Luxemburg. Terwijl oorlogstaal werd gesproken tegen het dictaat van de grootmachten, maande Richtenberger tot gematigdheid en zette hij zijn woorden kracht bij door de kredietlijnen toe te draaien. Oorlog was een risico voor de uitstaande leningen van de Rothschilds. Het verdrag werd goedgekeurd.
Ook na deze episode onderhandelde Richtenberger nog verschillende grote staatsleningen. Hij wist enige tijd te voorkomen dat geld werd opgehaald door openbare onderschrijving, maar moest in 1844 toezien hoe zo'n operatie succesvol werd afgerond. Het verhinderde niet dat de staatskas in de volgende jaren nog een beroep deed op de Rothschilds. In 1843 had hun Brusselse agentschap een filiaal in Antwerpen opgericht, met aan het hoofd Richtenbergers schoonzoon Samuel Lambert. Ze participeerden ook in industriële en commerciële ondernemingen, waaronder de spoorwegen. In 1850 werden ze echter buitengesloten van deelname aan de Nationale Bank van België.
Richtenberger was getrouwd met Charlotte Neyman (1792-1876), weduwe van Isaac Low Lovy. Hij stierf in 1853 aan een ziekte en kwam te rusten op de joodse begraafplaats van Brussel. Lambert nam het Belgische kantoor van de Rothschilds over.

## Onderscheidingen
- Officier in de Orde van Leopold (België)
- Ridder in het Légion d'Honeur (Frankrijk)
- Commandeur in de Orde van de Verlosser (Griekenland)
- Commandeur in de Orde van Verdienste van het Groothertogdom Hessen